# Store Galten
Store Galten, est une île dans le landskap Sunnhordland du comté de Vestland. Elle appartient administrativement à Kvinnherad.

## Géographie
Rocheuse et désertique, elle s'étend sur environ 33 m de longueur pour une largeur approximative de 20 m.